# Солихъл Муурс
„Солихъл Муурс“ ФК (на английски: Solihull Moors Football Club) е английски футболен клуб от град Солихъл, графство Уест Мидландс. Състезава се в Национална лига, което е 5 ниво в английския футбол. Играе мачовете си на стадион „Дамсън Парк“ в Солихъл с капацитет 5500 зрители.

## История
Солихъл Муурс ФК се образува през 2007 година след сливането на „Муур Грийн“ (основан през 1901) и „Солихъл Бъроу“ (основан през 1953).
В една от първите си срещи Солихъл Муурс побеждава дублиращия отбор на „Бирмингам Сити“. Такъв мач се играе ежегодно.
През ноември 2007 година клубът обявява партньорстввото си с ръгби клубя „Пертъмпс Бис“. „Солихъл Муурс“ и „Пертъмпс Бис“ започват да играят на един стадион. На 7 февруари 2011 година умира треньорът Боб Фокнър, който отдава на клуба 25 години, умирайки от рак на възраст 60 години. Майкъл Муур е първоначална замяна на Фокнър, но той си подава оставката на 21 юни 2011 година. Постът треньор заема асистентът на Мансфийлд Таун Маркъс Бигнот. Той е назначен на тази длъжност на 27 юни 2011 година.

## Успехи
- National League North
  -  Шампион (1): 2015/16
- Birmingham Senior Cup
  -  Носител (1): 2015/16

## Рекорди
- ФА Къп
  - 2-ри кръг (3): 2016/17, 2018/19, 2019/20
- ФА Трофи
  - 4-ти кръг (1): 2018/19
- Най-посетена футболна среща: 3681 зрители срещу „Лейтън Ориент“ на 22 април 2019 година.

## Известни играчи
- Стърн Джон

## Известни треньори
- Боб Фокнър